# Chrysobothrinae
Sous-famille
Les Chrysobothrinae sont une sous-famille d'insectes de l'ordre des coléoptères, de la famille des Buprestidae. Cette sous-famille est actuellement incluse dans les Buprestinae en tant que tribu Chrysobothrini.
En Europe, cette sous-famille ne comprend qu'un seul genre :
- Chrysobothris Eschscholtz, 1829.